# Puolakkajärvi
Puolakkajärvi är en sjö i Finland. Den ligger i Salo stad i landskapet Egentliga Finland, i den södra delen av landet, 110 km väster om huvudstaden Helsingfors. Puolakkajärvi ligger 39,3 meter över havet. I omgivningarna runt Puolakkajärvi växer i huvudsak barrskog. Arean är 72,3 hektar och strandlinjen är 5,17 kilometer lång. Sjön  ingår i Skärgårdshavets kustområde, Åland. 